# رولاند كايزر (مغني)
رولاند كايزر (بالألمانية: Roland Kaiser)‏ هو مغني ألماني، ولد في 10 مايو 1952 في برلين في ألمانيا.

## وصلات خارجية
- الموقع الرسمي
- رولاند كايزر على موقع IMDb (الإنجليزية)
- رولاند كايزر على موقع مونزينجر (الألمانية)
- رولاند كايزر على موقع ميوزك برينز (الإنجليزية)
- رولاند كايزر على موقع ديسكوغز (الإنجليزية)